# لابرک، کبک
لابرک (به فرانسوی: Labrecque) شهری در منطقه شهری لاک-سن-ژان-است ناحیه سگونه-لاک-سن-ژان در استان کبک کانادا است. در سرشماری سال ۲۰۱۱ این شهر ۱٬۲۴۸ نفر جمعیت داشته‌است و مساحت آن ۱۴۷٫۳۷ کیلومتر مربع است.